# Симон Јалмарсон
Матс Симон Јалмарсон (швед. Mats Simon Hjalmarsson; рођен 1. фебруар 1989. у Вернаму, Шведска) професионални је шведски хокејаш на леду који игра на позицији десног крила у нападу. 
Тренутно наступа у НХЛ лиги где од сезоне 2014/15. игра за екипу Коламбус Блу Џакетса. 
Са сениорском репрезентацијом Шведске освојио је титулу светског првака на СП 2013, односно бронзану медаљу на Светском првенству 2014.

## Клупска каријера
Јалмарсон је играчку каријеру започео у млађим селекцијама клубова Јиславед и Фрелунда у одговарајућим узрасним такмичењима у Шведској, а први меч у сениорској професионалној конкуренцији одиграо је за Фрелунду у сезони 2007/08. Након само једне одигране утакмице послат је на позајмицу у екипу Бороса у којој је окончао ту сезону,а потом и наредну 2008/09. сезону у првој дивизији. 
Године 2007. учествовао је на улазном драфту НХЛ лиге где га је као 39. пика у другој рунди одабрала екипа Сент Луис Блуза.
И током наредних сезона наступао је за тимове из хокејашке лиге Шведске, Регле, Лулео и Линћепинг, а након одличне сезоне 2013/14. у екипи Линћепинга, током које је на 55 одиграних утакмица имао учинак од 57 поена (27 голова и 30 асистенција) уз још 9 поена у плејофу, одлази у Сједињене Државе где у јуну 2014. потписује једногодишњи уговор са НХЛ лигашем Коламбус Блу Џакетсима.

### Репрезентативна каријера
За репрезентацију је дебитовао још 2005. играјући међународне утакмице за тим до 16 година, а први значајнији наступ остварио је на светском првенству за играче до 18 година 2007. када је освоојио бронзану медаљу (на 6 одиграних утакмица имао статистички учинак од 9 поена). 
На „великој сцени“ у дресу сениорске репрезентације дебитује на Светском првенству 2013. играном у Шведској и Финској, где је освојио титулу светског првака (по два гола и асистенције на 10 утакмица), а на следећем СП 2014. играном у Минску долази до бронзане медаље. И на том турниру Јалмарсон је био део стандардне поставе националног тима и одиграо је свих 10 утакмица.